# Drew Baldridge
Andrew Ray Baldridge (29 de julio de 1991) es un cantante de música country estadounidense. Ha publicado varios sencillos independientes a través de Cold River Records y ha aparecido varias veces en Country Airplay .

## Biografía
Drew Baldridge nació en Patoka, Illinois, el 29 de julio de 1991. Comenzó a actuar en concursos de talentos locales cuando era adolescente y se mudó a Nashville, Tennessee a los 18 años para seguir una carrera en la música country. Baldridge lanzó un par de EP en formato digital entre 2014 y 2015. Más tarde, lanzó el sencillo "Dance with Ya", que fue publicado en radios y se convirtió en su primera entrada en las listas de Country Airplay . A finales de año se publicó un álbum de estudio completo, Dirt on Us .  Para promocionar el álbum, Baldridge realizó una gira con Lee Brice y Cole Swindell . 
Baldridge anunció un nuevo sencillo, "Guns & Roses", a finales de 2017. La canción está destinada a ser el sencillo principal de su segundo álbum de estudio. 
En 2019, el sello de Baldridge, Cold River, cerró. Como resultado, fundó su propio sello llamado Lyric Ridge en 2020. Su primer lanzamiento en Lyric Ridge, " She's Somebody's Daughter ", fue una canción que originalmente había grabado en Cold River. Entre 2023 y 2024, la canción se convirtió en un éxito viral y se convirtió en el primer éxito top 40 de Baldridge en las listas country de Billboard .  
En 2024, Baldridge firmó un contrato discográfico con el sello Stoney Creek de BBR Music Group y lanzó " Tough People ", su primer sencillo bajo el sello. 

## Vida personal
Baldridge se casó con Katherine Kraus en mayo de 2021. Las imágenes de su boda se utilizaron en su vídeo musical " She's Somebody's Daughter ". 

### Álbumes de estudio
| Título                     | Detalles del álbum                                                                                     | Posiciones | Posiciones      | Posiciones               |
| Título                     | Detalles del álbum                                                                                     | A NOSOTROS | A NOSOTROS País | A NOSOTROS independiente |
| -------------------------- | --- | ---------- | --------------- | ------------------------ |
| La suciedad sobre nosotros | - Fecha de lanzamiento: 10 de junio de 2016 - Etiqueta: Lyric Ridge - Formatos: CD, descarga digital   | 111        | 11              | 8                        |
| País de origen             | - Fecha de lanzamiento: 30 de septiembre de 2022 - Etiqueta: Río frío - Formatos: CD, descarga digital | —          | —               | —                        |

### Álbumes recopilatorios
- Cruzando fronteras (Edición Deluxe) (2015) [8]

### EP
| Título                     | Detalles del álbum                                                                                      |
| -------------------------- | --- |
| Todo está bien             | - Fecha de lanzamiento: 26 de noviembre de 2013 - Etiqueta: THiS Music - Formatos: CD, descarga digital |
| Cruzando fronteras, vol. 1 | - Fecha de lanzamiento: 2 de diciembre de 2014 - Etiqueta: THiS Music - Formato: Descarga digital       |
| Cruzando fronteras, vol. 2 | - Fecha de lanzamiento: 7 de abril de 2015 - Etiqueta: THiS Music - Formato: Descarga digital           |
| Baila contigo              | - Fecha de lanzamiento: 8 de enero de 2016 - Etiqueta: Río frío - Formato: Descarga digital             |